# Barbara Pietrzak
Agnieszka Barbara Pietrzak (Varsavia, 18 giugno 1944) è un'esperantista e giornalista polacca.
Radiotrasmettitrice di Pola Retradio, è membro dal 2007 della Akademio de Esperanto.

## Biografia
Si è laureata nel 1965 e ha lavorato per circa quarant'anni nella Pola Radio (lett. "Radio polacca"), dal 1968 fino al pensionamento nel 2007.
Nel 1958 ha partecipato all'"infana kongreso", dopodiché è stata molto attiva nel movimento giovanile come membro del direttivo di PEJ (Gioventù esperantista polacca, 1962-65) e redattrice del giornale PEJ-gazeto Tamen (1963-64). Dopo la morte del marito, per un paio di decenni si è ritirata dal movimento e ha concentrato il suo lavoro nella redazione di Pola Radio, cominciando nel giugno 1968 come giornalista, e dal 2000 al 2007 come caporedattrice.
Quando nel 2007 i programmi radio sono stati sostituiti da programmi podcast, vi ha contribuito fino al 2011.